# 나레수안
나레수안 대왕(태국어: สมเด็จพระนเรศวรมหาราช 솜뎃프라나레수안마하랏[*]) 또는 솜뎃프라산펫 2세(태국어: สมเด็จพระสรรเพชญ์ที่ 2) (1555년 4월 25일 ~ 1605년)은 아유타야 왕조의 왕으로, 1590년부터 사망 시인 1605년까지 재위하였다. 나레수안은 전근대 시암에서 가장 존경받는 왕 중의 하나로 '대왕'(→마하랏) 칭호를 받은 왕이다. 특히 버마의 지배 하에서 시암을 해방하고 버마로 역공을 가하는 동시에 시암의 영토를 매우 크게 확장한 군사적 업적으로 유명하다.

## 출생
나중에 나레수안 왕이 되는 나렛 왕자는 핏사눌록에서 1555년 4월 25일 마하 탐마라차티랏과 왕비 위숫까삿의 아들로 태어났다. 나렛 왕자의 어머니는 아유타야의 마하 짜끄라팟 왕과, 떠빈슈웨티의 아유타야 원정에서 왕을 구한 영웅적인 희생으로 유명한 시 수리요타이의 딸이었다.

## 버고에서
유년기에 나렛 왕자는 남동생 에까톳사롯과 함께 버마의 도성 버고로 보내진 인질이었다. 버고에서 나렛 왕자는 다른 왕국에서 보내 온 인질 신세의 왕자들과 함께 버마 및 포르투갈 식으로 무술과 전쟁에 관한 교육을 받았다. 나중에 그는 이때 배운 신식의 전술이 버마에 대한 승리를 가능하게 했다고 술회했다. 나렛 왕자는 여기서 버인나웅의 손자이자 난다버인의 아들인 민칫 스라와 경쟁하기도 했다.
1569년, 버마의 정복 군주 버인나웅은 마침내 아유타야를 점령하고 마하 탐마라차티랏을 아유타야의 왕 자리에 앉혔다. 같은 해, 마하 탐마라차티랏이 아들들의 귀환을 위해 왕이 딸 수판깐라야를 버인나웅의 첩으로 보내 나렛 왕자는 동생과 함께 풀려나 7년 간의 인질 생활을 청산하고 아유타야로 귀환하게 되었다.

## 아유타야의 왕
버마는 버마의 정복군주 버인나웅의 사후 각 정복지에서 반란이 일어났는데 그 혼란을 틈타 나레수엔은 버마에 반기를 들었고,
이에 대한 보복으로 1584년, 1585년, 1586년, 1590년, 1592년 총 5번의 침략을 모두 물리치고 오히려 버마에 반격을 가해 굴복시킨다.
이후 버마는 아유타야와의 전쟁에서 엄청난 국력을 소모한 결과 여러 군벌들이 난립하는 혼란이 야기된다
1592년 도요토미 히데요시가 조선을 침략하자 명나라에 조선에게 파병하겠다고 2번을 청하기도 하였다.

## 참고 문헌
- (태국어) วิบูลย์ วิจิตรวาทการ. ตำนานสมเด็จพระนเรศวรมหาราช. -- กรุงเทพฯ : สร้างสรรค์บุ๊คส์, 2549. ISBN 974-341-509-2
- (태국어) อานนท์ จิตรประภาส. พระนเรศวรมหาราชชาตินักรบ. -- กรุงเทพฯ : ไทยควอลิตี้บุ๊คส์ (2006), 2551. ISBN 9784526755 {{isbn}}의 변수 오류: 유효하지 않은 ISBN.
- (태국어) ชาดา นนทวัฒน์. การเมืองไทยสมัยสมเด็จพระนเรศวร. --กรุงเทพฯ : แสงดาว, 2549. ISBN 974-7316-16-1
- (태국어) พระราชพงศาวดารกรุงศรีอยุธยา ฉบับหมอบรัดเล. --กรุงเทพฯ : โฆษิต, 2549. ISBN 974-94899-9-3
- (태국어) สมเด็จฯ กรมพระยาดำรงราชานุภาพ. ไทยรบพม่า เล่ม 1. --กรุงเทพฯ : อักษรเจริญทัศน์, 2546. ISBN 974-408-534-7
- (태국어) กิตติ วัฒนะมหาตม์. ตำนานนางกษัตริย์. กรุงเทพฯ:สร้างสรรค์บุ๊คส์, 2553. หน้า 259-307 ISBN 978-974-341-666-8